# Ambrôsiô
Ambrôsiô (tiếng Anh: Ambrose, tên đầy đủ trong tiếng Latinh: Aurelius Ambrosius) (k. 340 - 4 tháng 4, 397) - được Giáo hội tôn vinh là Thánh Ambrôsiô, là Tổng giám mục thành Milano từ năm 374 tới năm 397. Ông là một trong những nhân vật tôn giáo có ảnh hưởng lớn nhất ở thế kỷ thứ 4, những bài thuyết giảng của ông đã góp phần khiến Augustinô cải sang Kitô giáo. Ông cũng đóng vai trò quan trọng trong cuộc tranh luận chống lại phái theo thuyết Ariô. Ambrôsiô là một trong bốn người đầu tiên được tôn phong Tiến sĩ Hội thánh.